# 人民广场 (切塞纳)

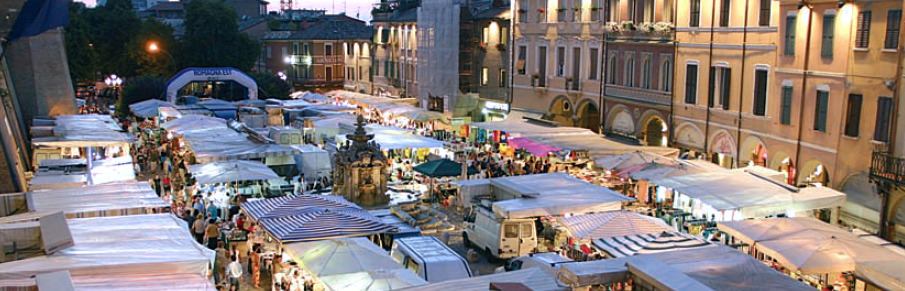
人民广场

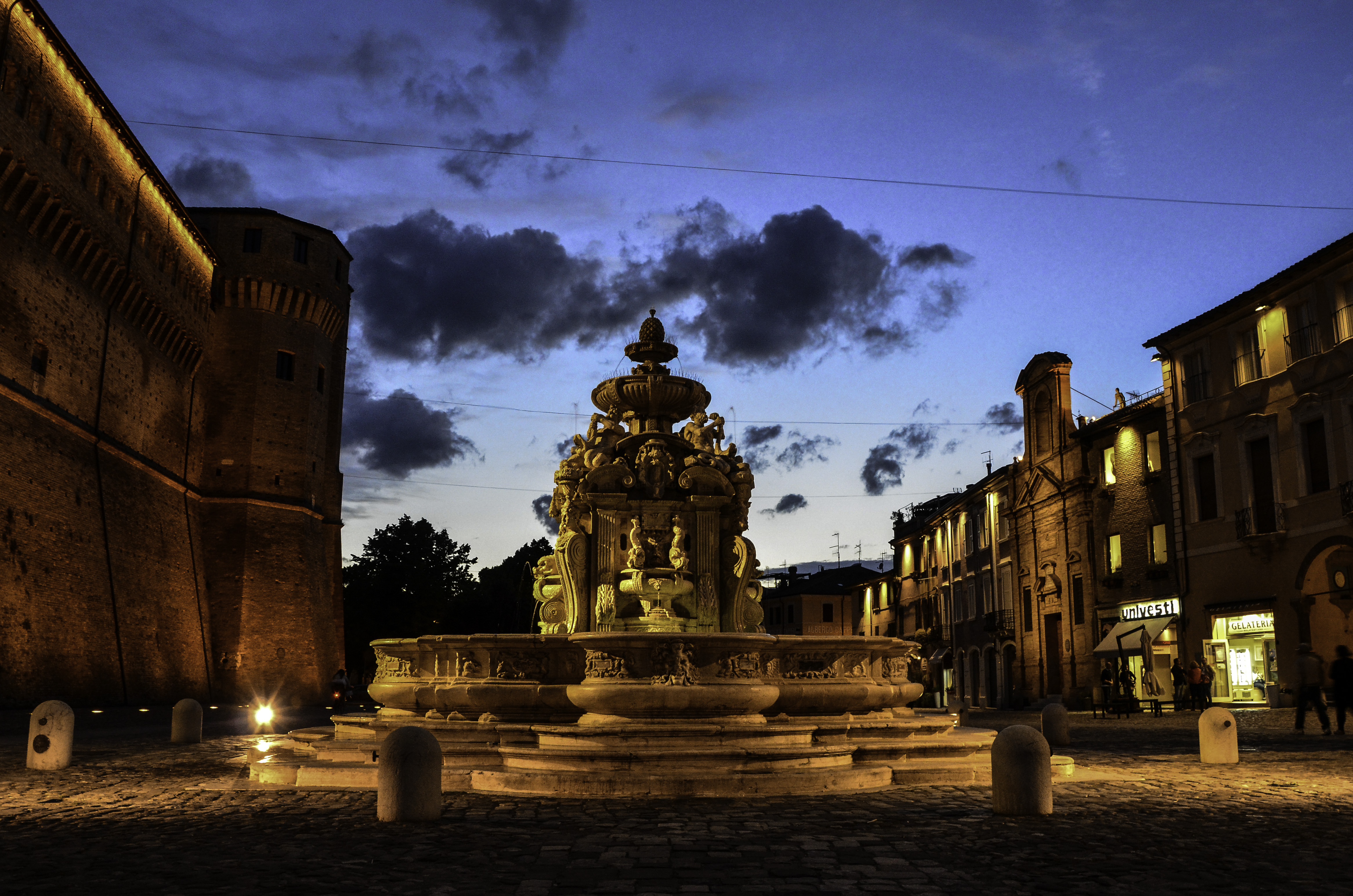
人民广场

人民广场（意大利语：Piazza del Popolo）是意大利艾米利亚-罗马涅大区弗利-切塞纳省切塞纳市中心的一个广场，该城最有趣的景点位于此处。
广场中央是喷泉（Fontana del Masini）。广场南侧是市政厅（Palazzo Comunale），毗邻市政厅的是威尼斯前廊（Loggetta Veneziana）和Rocchetta di Piazza，建于15世纪。广场北侧是圣亚纳及圣若亚敬堂（Chiesa dei Santi Anna e Gioacchino）。
法西斯统治时期，该广场名为维托里奥·埃马努埃莱广场（Piazza Vittorio Emanuele），第二次世界大战以后改名为人民广场。